# Isabella Pedrazzi
Isabella Pedrazzi (6 agosto 2004) è una sciatrice alpina svizzera.

## Biografia
Specialista delle prove veloci attiva dal novembre del 2020, in Coppa Europa la Pedrazzi ha esordito il 9 dicembre 2021 a Zinal in supergigante (58ª) e ha conquistato il primo podio il 29 febbraio 2024 a Sarentino nella medesima specialità (3ª); non ha debuttato in Coppa del Mondo e non ha preso parte a rassegne olimpiche o iridate.

## Palmarès

### Coppa Europa
- Miglior piazzamento in classifica generale: 65ª nel 2024
- 1 podio:
  - 1 terzo posto